# Дилон (Јужна Каролина)
Дилон (енгл. Dillon) град је у америчкој савезној држави Јужна Каролина.

## Демографија
По попису из 2010. године број становника је 6.788, што је 472 (7,5%) становника више него 2000. године.
| Група             | 2000.         | 2010.         |
| Белци             | 3.375 (53,4%) | 2.880 (42,4%) |
| Афроамериканци    | 2.741 (43,4%) | 3.604 (53,1%) |
| Азијати           | 47 (0,7%)     | 44 (0,6%)     |
| Хиспаноамериканци | 48 (0,8%)     | 84 (1,2%)     |
| Укупно            | 6.316         | 6.788         |